# Ейкі Нестор
Ейкі Нестор (ест. Eiki Nestor; нар. 5 вересня 1953, Таллінн) — естонський політик, соціал-демократ. Був спікером Рійґікоґу (парламенту) Естонії 13-го скликання з 20 березня 2014 по квітень 2019.
Був міністром без портфеля в уряді Андреса Таранда, а також міністром із соціальних питань в уряді Марта Лаара (1999—2002). Депутат Рійґікоґу 6-ти скликань. Певний час очолював Соціал-Демократичну партію Естонії (СДПЕ; 1995—1996).

## Життєпис
Закінчив Талліннський політехнічний інститут за спеціальністю інженер-механік автотранспорту.
У часи совєцької окупації працював на транспортних підприємствах, у 1980-тих — у Генеральній інспекції праці. Наприкінці 1980-их включився у рух за відновлення державної незалежності Естонії.
Депутат Рійґікоґу (1992—1994; 1995—1999; 2003—2007; 2007—2011). Член Соціал-демократичної партії з 1994. Тоді ж був міністром з регіональних питань. 1996—1999 депутат Талліннської міської ради.
Міністр із соціальних питань (1999—2002). З 2014 по 2019 — голова Рійґікоґу.
Офіційний візит до України здійснив 27 травня 2015.

## Особисте життя
Має двох синів — Сійма та Мадіса.
Захоплюється боулінгом та клубною музикою, зокрема сам бере участь у концептуальних вечірках як ді-джей.